# Pero me acuerdo de ti
«Pero me acuerdo de ti» es una canción escrita y producida por Rudy Pérez. Fue grabada por primera vez por la cantante puertorriqueña Lourdes Robles para su disco Definitivamente (1991). En la balada, la cantante recuerda a su amante incluso cuando trata de olvidarlo. Nueve años después, la artista estadounidense Christina Aguilera incluyó una versión en su segundo álbum de estudio Mi reflejo, que también produjo Pérez. Fue lanzado como el segundo sencillo del álbum en diciembre de 2000. El video musical de la versión de Aguilera fue dirigido por Kevin Bray.
Aguilera interpretó la canción en los premios Grammy de 2001. La canción alcanzó el número 8 en la lista Billboard Hot Latin Tracks de Estados Unidos y el número 3 en España. Recibió, por su parte, una candidatura al Grammy Latino por grabación del año. Fue versionada por la cantante mexicana Edith Márquez y por Jencarlos Canela.

## Antecedentes
La cantante puertorriqueña Lourdes Robles lanzó en 1991 su tercer álbum de estudio, Definitivamente, que fue arreglado y producido por el músico cubano-estadounidense Rudy Pérez. Pérez escribió tres canciones para el álbum, incluida «Pero me acuerdo de ti». La canción cuenta la historia de una mujer que no puede olvidar a su amante.[cita requerida] Más tarde se incluyó en un álbum de grandes éxitos de Robles, Contradicciones y sus éxitos, de 2007. En 2000, la cantante estadounidense Christina Aguilera hizo una versión de «Pero me acuerdo de ti» en su segundo álbum de estudio, Mi reflejo, que también fue producido por Pérez.

## Versión de Christina Aguilera

### Publicación y recepción
«Pero me acuerdo de ti», en la versión de Christina Aguilera, fue lanzada el 4 de diciembre de 2000. Alcanzó el número 8 en la lista Hot Latin Tracks y 5 en la lista Latin Pop Airplay de la revista Billboard en los Estados Unidos, en España alcanzó el número 3 en el chart principal del país. En cuanto a Argentina, la canción alcanzó la posición número 7 en MTV Top 20 (Argentina).
La canción tuvo críticas variadas. Kurt B. Reighley de Wall of Sound, dijo: "Aguilera ejerce moderación, sin embargo, como en su tranquila balada «Pero me acuerdo de tí», ella es convincente y atractiva".
Sputnikmusic tenía una opinión negativa diciendo: "Pronto viene" «Pero me acuerdo de tí», "una canción que suena un poco demasiado melodramático y bueno una vez más el español se interpone en el camino de la verdad, dando a los oyentes la piel de gallina cuando ella se acerca al clímax... si lo alcanzan. «Pero me acuerdo de tí» da por repetir la misma línea "...Pero me acuerdo de ti..." Bien, es el nombre de la canción, pero se pone tan molesto escuchar la misma frase tantas veces!.
Por su parte, la canción recibió una candidatura a los Latin Grammy por Grabación del Año en la ceremonia del año 2001.

### Promoción y actuaciones en vivo
El vídeo fue dirigido por Kevin G. Bray, quien trabajó antes con Celine Dion en «Because You Loved Me» y varios vídeos de Whitney Houston. En el aparece Aguilera interpretando la canción en un estudio de grabación. En América, el vídeo alcanzó el puesto número 5 en América del Norte en MTV, y número 16 en MTV Latino de América del Sur.
Aguilera interpretó la canción ofreciendo una actuación en los premios Grammy en febrero de 2001 junto con «Falsas esperanzas». Mientras tanto cuando estaba en México, hizo varias apariciones en programas mexicanos entre ellos en Otro rollo con Adal Ramones donde interpretó «Pero me acuerdo de ti».

### Formatos
| Versión Original] |                                                                   |          |  |
| N.º               | Título                                                            | Duración |  |
| 1.                | «Pero me acuerdo de ti» (CD Single Versión: EUA)                  | 4:26     |  |
| 2.                | «Pero me acuerdo de ti (Remix)» (CD Single Versión: EUA)          |          |  |
| 3.                | «Pero me acuerdo De ti (Extended Remix)» (CD Single Versión: EUA) |          |  |

Otras versiones de «Pero Me Acuerdo De Ti» pueden encontrarse en Remixes de Christina Aguilera

### Músicos
- Arreglos: Rudy Pérez
- Vocals: Christina Aguilera
- Teclados: Rudy Pérez y Clay Perry
- Solo de guitarra española: Rudy Pérez
- Guitarras: Dan Warner
- Programación Batería: Kristian "Renegade" Pérez

### Posicionamiento
| País              | Lista                      | Mejor posición    |                   |                   |                   |                   |                   |                   |
| América del Norte | América del Norte          | América del Norte | América del Norte | América del Norte | América del Norte | América del Norte | América del Norte | América del Norte |
| ----------------- | -------------------------- | ----------------- | ----------------- | ----------------- | ----------------- | ----------------- | ----------------- | ----------------- |
| Estados Unidos    | Billboard Hot Latin Tracks | 8                 |                   |                   |                   |                   |                   |                   |
| Estados Unidos    | Hot Latin Songs Pop        | 5                 |                   |                   |                   |                   |                   |                   |
| Estados Unidos    | Latin Airplay              | 8                 |                   |                   |                   |                   |                   |                   |
| Europa            |                            |                   |                   |                   |                   |                   |                   |                   |
| España            | PROMUSICAE                 | 3                 |                   |                   |                   |                   |                   |                   |
| Latinoamérica     |                            |                   |                   |                   |                   |                   |                   |                   |
| Argentina         | CAPIF                      | 5                 |                   |                   |                   |                   |                   |                   |
| México            | AMPROFON                   | 1                 |                   |                   |                   |                   |                   |                   |

### Anuales
| País           | Chart (2001)                   | Posición |
| -------------- | ------------------------------ | -------- |
| Estados Unidos | US Latin Pop Songs (Billboard) | 30       |

### Premios y nominaciones
| Premiación             | Premio            | Nominación              | Resultado |
| ---------------------- | ----------------- | ----------------------- | --------- |
| Nominaciones y premios |                   |                         |           |
| Latin Grammy           | Grabación del Año | «Pero Me Acuerdo De Ti» | Nominado  |

### Presentaciones en giras
- Latin America Tour (2001): Aguilera cantó el tema únicamente en esta gira.

## Impacto en la cultura popular

### En los concursos de canto
En el programa mexicano de TV Azteca titulado La Academia se ha interpretado varias veces por sus participantes. Ha sido cantando en dueto por los participantes Eri y Carolina, y Liz y Marin, y en actuaciones individuales, por los concursantes Zeneth, Giovanna Nicole, Eri, Valeria, Renata, entre otros. En La Voz... México —versión mexicana de The Voice— la competidora Alejandra Orozco la interpretó para su equipo. En la versión argentina del mismo espectáculo, La Voz Argentina, la concursante Eugenia Quevedo del equipo de José Luis Rodríguez «El Puma» cantó la misma canción. En el mismo país fue interpretada en el programa Tu minuto de gloria, por la competidora de 11 años de edad, Sarria Marianela Ayelén. En el programa peruano Yo Soy, la concursante Katherine Vega la cantó personificando a Aguilera, Mayra Goñi, también de Perú, ganó el show Operación triunfo donde interpretó la misma canción. En el programa de reality mexicano Reyes de la canción de Cantando por un sueño, la cantante mexicana Sheyla Osiris tuvo una actuación muy aclamada de la canción, en un popurrí del álbum Mi reflejo, cantando piezas como «Pero me acuerdo de ti», «Mi reflejo» y «Contigo en la distancia».

### Versiones de otros cantantes
La cantante y actriz mexicana Edith Márquez hizo un cover de la canción en 2008 por su álbum Pasiones de cabaret. Se llevó a cabo también en una presentación en directo por el actor y cantante Jencarlos Canela —quien también ha trabajado con Rudy Pérez— en el House of Blues, en Orlando, Florida.

### Telenovelas
Formó parte de la banda sonora de la telenovela chilena Amores de Mercado de Televisión Nacional de Chile, durante su desarrollo el 2001 solo del Volumen 1.